# أوريجين أوف سيميتري
أوريجين أوف سيميتري (بالإنجليزية: Origin of Symmetry)‏ هو ثاني ألبوم استوديو أنتجته فرقة موسيقى الورك الإنكليزية ميوز، والذي نشرته شركتا تسجيلات مشروم وتيست ميديا في 17 يوليو عام 2001. حقَّق الألبوم نجاحاً مادياً ونقدياً في بريطانيا، ووصلَ إلى ذروته عندما شغل المركز الثالث على اللائحة الأسبوعية للألبومات الأعلى مبيعا في المملكة المتحدة وحصلَ على تقييم من فئة البليتانيوم. جاء عنوان الألبوم وموضوعات أغنياته من كتاب ألَّفهُ عالم الفيزياء النظرية ميتشيو كاكو بعنوان الفضاء الفائق.

## روابط خارجية
- أوريجين أوف سيميتري على موقع أول موفي (الإنجليزية)